# Hesperochernes thomomysi
Hesperochernes thomomysi är en spindeldjursart som beskrevs av Clarence Clayton Hoff 1948. Hesperochernes thomomysi ingår i släktet Hesperochernes och familjen blindklokrypare. Inga underarter finns listade i Catalogue of Life.